# Damin
Damin (Demiin en la ortografía práctica) fue un registro de una lengua litúrgica usado por los hombres iniciados avanzados del lardil (Leerdil en la ortografía práctica) y las tribus Yangkaal en la Australia aborigen. Ambos habitaban islas en el golfo de Carpentaria, los Lardil en la Isla Mornington, la isla más grande de las Islas Wellesley, y las islas Yangkaal y Forsyth. Sus lenguajes pertenecen a la misma familia, las lenguas tánkicas (Tangka significa persona en las lenguas tankic). Lardil es la más divergente de las lenguas tankic, mientras que las otras son mutuamente comprensibles con el yangkaal.
La palabra lardil damin puede ser traducida como estar en silencio.

## Ceremonias
Los lardil tenían dos ceremonias de iniciación para los hombres, llamadas luruku, la cual involucraba la circuncisión, y warama, la cual involucraba la subincisión del pene. No había ceremonias para mujeres, aunque ellas jugaban un rol importante en estas ceremonias, especialmente en la ceremonia luruku.
Ocasionalmente se dice que el lenguaje damin era secreto, pero esto es engañoso debido a que no existía un intento de prevenir que los miembros no iniciados de la tribu lardil lo escucharan por casualidad. Sin embargo, se enseñaba durante la ceremonia warama y, por lo tanto, en aislamiento de los no iniciados. Al menos se conoce un anciano que, aunque no hubo sido subincidido, tenía un excelente dominio del damin, pero este parece haber sido un único caso.
Las palabras léxicas del damin fueron organizadas en campos semánticos y habladas en voz alta al iniciado en una única sesión. A medida que cada palabra era anunciada, un segundo orador daba su equivalente en lardil. Sin embargo, normalmente tomaba muchas sesiones antes de que un novato dominara lo básico y pudiera usar el damin abiertamente en la comunidad. Un orador aseguró haber aprendido a hablar damin en una única sesión, pero por otra parte dos hombres superiores warama admitieron que ellos carecían de un dominio firme del registro.
Una vez que el damin había sido aprendido, los hablantes eran conocidos ahora como Demiinkurlda (poseedores del damin). Hablaban el registro particularmente en contextos rituales, pero también en la vida secular diaria, cuando buscaban alimento, se sentaban a platicar, y otras situaciones similares.

## Características lingüísticas
El damin es el único lenguaje de chasquidos fuera de África.
Este lenguaje tuvo un léxico mucho más restringido y genérico que el lenguaje cotidiano. Con alrededor de solo 150 raíces léxicas, cada palabra en damin representaba varias palabras del lardil o el yangkaal. Tenía solo dos pronombres (n!a "yo" y n!u "yo no"), por ejemplo, comparado con los diecinueve del lardil, y tenía un prefijo antonímico kuri- (tjitjuu "pequeño", kuritjitjuu "grande").
Gramáticamente, los registros damin del lardil y el yangkaal usan todos los sufijos gramaticales de esos lenguajes, y por los tanto son ampliamente similares.

### Fonética
El damin tiene tres de los cuatro pares de vocales del lardil, [a, aː, i, iː, u, uː], en raíces de palabras, además de la cuarta, [ə, əː], en los sufijos. Tiene las mismas consonantes egresivas pulmónicas como el lardil cotidiano, pero esto está aumentado por otros cuatro mecanismos de corriente de aire: lingual ingresiva (los clics nasales), glotalizada egresiva (una eyectiva velar), ingresiva pulmónica (una fricativa lateral), y lingual egresiva (un "esfuerzo" bilabial). Las consonantes del damin, en la ortografía práctica y en equivalentes probables del AFI, son:
|             |                 | Bilabial | Denti- alveolar | Alveolar | Postalveolar | Postalveolar | Velar   |
| laminar     | apical          | Bilabial | apical          | laminar  |              |              | Velar   |
| ----------- | --------------- | -------- | --------------- | -------- | ------------ | ------------ | ------- |
| Plosiva     | sorda           | b [p]    | th [t̻]          | d [t̺]    | rd [t˞]      | tj [t̠]       | k [k]   |
| Plosiva     | eyectiva        |          |                 |          |              |              | k' [kʼ] |
| Nasal       | Nasal           | m [m]    | nh [n̻]          | n [n̺]    | rn [n˞]      | ny [n̠]       | ng [ŋ]  |
| Flap        | Flap            |          |                 | rr [ɾ]   |              |              |         |
| Aproximante | central         | (w [w])  |                 | r [ɹ]    |              | y [j]        | w [w]   |
| Aproximante | lateral         |          |                 | l [l]    |              |              |         |
| Clic        | nasal           | m! [ŋʘ]  | nh! [ŋǀ]        | n! [ŋǃ]  | rn! [ŋǃ˞]    |              |         |
| Clic        | egresiva oral   | p' [kʘ↑] |                 |          |              |              |         |
| Fricativa   | ingresiva sorda |          |                 | L [ɬ↓]   |              |              |         |

## Origen del damin
El origen del damin es poco claro. los lardil y los yangkaal dicen que el damin fue creado por una figura mitológica en el Tiempo del Sueño. Hale et al. creen que fue inventado por los ancianos lardil. Evans et al., después de estudiar la mitología de ambas tribus, especuló que fueron los ancianos yangkaal quienes inventaron el damin y lo transmitieron a los lardil y no al revés.

## Situación actual
Las tradiciones culturales de los lardil y los yangkaal han estado en declive por varias décadas, y los lenguajes lardil y yangkaal están casi extintos. Las ceremonias de iniciación fueron prohibidas en las primeras décadas del siglo XX. La última ceremonia warama fue llevada a cabo en los años 1950s, así que hoy en día el damin ya no se encuentra en uso por ninguna de las dos tribus. Sin embargo, ha comenzado recientemente un resurgimiento de las tradiciones culturales, y ha sido celebrado un luruku. Queda por verse si las ceremonias warama serán reactivadas también.